# Lijst van rijksmonumenten in Leusden (plaats)
De plaats Leusden telt 54 inschrijvingen in het rijksmonumentenregister. Hieronder een overzicht.
| Object | Oorspronkelijke functie?  | Bouwjaar  | Architect | Locatie                | Coördinaten?                 | Nr.?   | Afbeelding                                                             |
| --- | ------------------------- | --------- | --------- | ---------------------- | ---------------------------- | ------ | ---------------------------------------------------------------------- |
| Boerderij 't Claverblad                                                                                                 | Boerderij                 | 1603      |           | De Brink 16            | 52° 7' 37" NB, 5° 25' 29" OL | 25788  | Meer afbeeldingen                                                      |
| Tuinmanswoning | Woonhuis                  |           |           | Heiligenbergerweg 1    | 52° 8' 14" NB, 5° 24' 33" OL | 25792  | Tuinmanswoning                                                         |
| Boerderij met voorgevel witgepleisterd en rieten dak aan de voorzijde afgewolfd, vensters met luiken en roedenverdeling | Boerderij                 |           |           | Driftakkerweg 6A       | 52° 8' 40" NB, 5° 24' 49" OL | 25794  | Meer afbeeldingen                                                      |
| Heiligenberg: hoofdgebouw                                                                                               | Kasteel, buitenplaats     | 1700      |           | Heiligenbergerweg 5    | 52° 8' 19" NB, 5° 24' 33" OL | 507014 | Meer afbeeldingen                                                      |
| Heiligenberg: tuin- en parkaanleg                                                                                       | Tuin, park en plantsoen   | 1640      |           | Heiligenbergerweg 5    | 52° 8' 19" NB, 5° 24' 33" OL | 507016 | Meer afbeeldingen                                                      |
| Heiligenberg: hoofdinrijhek, siersmeedijzeren spijlenhek                                                                | Tuin, park en plantsoen   | 1750      |           | Heiligenbergerweg 3a   | 52° 8' 14" NB, 5° 24' 36" OL | 507017 | Meer afbeeldingen                                                      |
| Heiligenberg: smeedijzeren hekwerk                                                                                      | Tuin, park en plantsoen   | 1750      |           | Heiligenbergerweg 5    | 52° 8' 19" NB, 5° 24' 33" OL | 507018 | Upload foto                                                            |
| Heiligenberg: koetshuis annex woning                                                                                    | Bijgebouwen kastelen enz. | 1815      |           | Heiligenbergerweg 3a   | 52° 8' 14" NB, 5° 24' 36" OL | 507019 | Meer afbeeldingen                                                      |
| Heiligenberg: oranjerie                                                                                                 | Tuin, park en plantsoen   | 1827-1832 |           | Heiligenbergerweg 1b   | 52° 8' 14" NB, 5° 24' 34" OL | 507020 | Meer afbeeldingen                                                      |
| Heiligenberg: menagerie                                                                                                 | Tuin, park en plantsoen   | 1850      |           | Heiligenbergerweg 3    | 52° 8' 14" NB, 5° 24' 36" OL | 507021 | Meer afbeeldingen                                                      |
| Heiligenberg: brug over de Grift                                                                                        | Tuin, park en plantsoen   | 1850-1900 |           | Heiligenbergerweg 5    | 52° 8' 13" NB, 5° 24' 31" OL | 507022 | Meer afbeeldingen                                                      |
| Heiligenberg: kas tegen moestuinmuur                                                                                    | Tuin, park en plantsoen   | 1850-1900 |           | Heiligenbergerweg 5    | 52° 8' 11" NB, 5° 24' 31" OL | 507023 | Meer afbeeldingen                                                      |
| Heiligenberg: rode bakstenen schuur                                                                                     | Bijgebouwen kastelen enz. | 1850-1900 |           | Heiligenbergerweg 5    | 52° 8' 12" NB, 5° 24' 33" OL | 507024 | Meer afbeeldingen                                                      |
| Heiligenberg: koude bakken                                                                                              | Tuin, park en plantsoen   | 1820      |           | Heiligenbergerweg 5    | 52° 8' 11" NB, 5° 24' 31" OL | 507025 | Meer afbeeldingen                                                      |
| Heiligenberg: tuinmanswoning                                                                                            | Bijgebouwen kastelen enz. | 1807-1827 |           | Heiligenbergerweg 5    | 52° 8' 12" NB, 5° 24' 33" OL | 507026 | Meer afbeeldingen                                                      |
| Heiligenberg: overlaat                                                                                                  | Tuin, park en plantsoen   | 1850-1900 |           | Heiligenbergerweg 5    | 52° 8' 19" NB, 5° 24' 33" OL | 507027 | Upload foto                                                            |
| Heiligenberg: tolhuis                                                                                                   | Bijgebouwen kastelen enz. | 1807-1827 |           | Heiligenbergerweg 2    | 52° 8' 26" NB, 5° 24' 49" OL | 507028 | Meer afbeeldingen                                                      |
| Heiligenberg: duiventil                                                                                                 | Tuin, park en plantsoen   | 1827-1837 |           | Heiligenbergerweg 5    | 52° 8' 20" NB, 5° 24' 41" OL | 507029 | Meer afbeeldingen                                                      |
| Begraafplaatshek | Erfscheiding              | 1916      |           | Hamersveldseweg bij 51 | 52° 7' 58" NB, 5° 25' 42" OL | 524217 | Begraafplaatshek                                                       |
| Kapel achter St. Jozefkerk                                                                                              | Kapel                     | 1916      | H. Kroes  | Hamersveldseweg bij 51 | 52° 7' 57" NB, 5° 25' 45" OL | 524218 | Meer afbeeldingen                                                      |
| Rusthof: aanleg | Begraafplaats en -onderdl | 1929-1931 |           | Dodeweg 29             | 52° 7' 40" NB, 5° 22' 35" OL | 524223 | Meer afbeeldingen                                                      |
| Rusthof: aula en dienstgebouwen                                                                                         | Onderwijs en wetenschap   | 1929-1931 |           | Dodeweg 29             | 52° 7' 43" NB, 5° 22' 32" OL | 524224 | Meer afbeeldingen                                                      |
| Grebbeliniedijk Leusden                                                                                                 | Open verdedigingswerk     | 1745-1746 |           | Liniedijk              | 52° 8' 23" NB, 5° 26' 41" OL | 528557 | Grebbeliniedijk Leusden                                                |
| Krakhorster Verlaat | Waterkering en -doorlaat  | 1865      |           | Liniedijk              | 52° 8' 30" NB, 5° 26' 28" OL | 528564 | Krakhorster Verlaat                                                    |
| S3 kazemat GLB10 bij Mosselpad                                                                                          | Kazemat                   | 1939-1940 |           | Mosselpad              | 52° 8' 42" NB, 5° 24' 47" OL | 528565 | S3 kazemat GLB10 bij Mosselpad                                         |
| Kazemat GL035 tussen Krakhorst en Asschatterweg                                                                         | Kazemat                   | 1939-1940 |           | Liniedijk              | 52° 8' 24" NB, 5° 26' 37" OL | 528566 | Kazemat GL035 tussen Krakhorst en Asschatterweg                        |
| Kazemat GL049 tussen Asschatterweg en brug                                                                              | Kazemat                   | 1939-1940 |           | Liniedijk              | 52° 8' 3" NB, 5° 26' 48" OL  | 528567 | Kazemat GL049 tussen Asschatterweg en brug                             |
| Kazemat GL052 tussen Asschatterweg en brug                                                                              | Kazemat                   | 1939-1940 |           | Liniedijk              | 52° 7' 47" NB, 5° 26' 47" OL | 528568 | Kazemat GL052 tussen Asschatterweg en brug                             |
| Kazemat GLB16 tussen brug en einde bebouwde kom                                                                         | Kazemat                   | 1939-1940 |           | Liniedijk              | 52° 7' 34" NB, 5° 26' 46" OL | 528569 | Kazemat GLB16 tussen brug en einde bebouwde kom                        |
| Kazemat GL059 bij Moorsterbeek                                                                                          | Kazemat                   | 1939-1940 |           | Liniedijk              | 52° 7' 8" NB, 5° 26' 35" OL  | 528570 | Kazemat GL059 bij Moorsterbeek                                         |
| Kazemat GL057 bij Langesteeg                                                                                            | Kazemat                   | 1939-1940 |           | Langesteeg             | 52° 7' 18" NB, 5° 26' 41" OL | 528571 | Kazemat GL057 bij Langesteeg                                           |
| Kazemat tussen Langesteeg en Leusbroekerweg                                                                             | Kazemat                   | 1939-1940 |           | Liniedijk              | 52° 6' 43" NB, 5° 26' 20" OL | 528572 | Upload foto                                                            |
| Kazemat GL067 voorbij Leusbroekerweg                                                                                    | Kazemat                   | 1939-1940 |           | Liniedijk              | 52° 6' 15" NB, 5° 26' 4" OL  | 528573 | Kazemat GL067 voorbij Leusbroekerweg                                   |
| Kazemat GLR04 tussen Krakhorst en Asschatterweg                                                                         | Kazemat                   | 1939-1940 |           | Liniedijk              | 52° 8' 22" NB, 5° 26' 43" OL | 528574 | Kazemat GLR04 tussen Krakhorst en Asschatterweg                        |
| Kazemat GLR06 bij Langesteeg                                                                                            | Kazemat                   | 1939-1940 |           | Liniedijk              | 52° 7' 4" NB, 5° 26' 32" OL  | 528575 | Kazemat GLR06 bij Langesteeg                                           |
| Kazemat GL064 tussen Langesteeg en Leusbroekerweg                                                                       | Kazemat                   | 1939-1940 |           | Liniedijk              | 52° 6' 44" NB, 5° 26' 20" OL | 528576 | Kazemat GL064 tussen Langesteeg en Leusbroekerweg                      |
| Kazemat GLR10 voorbij Leusbroekerweg                                                                                    | Kazemat                   | 1939-1940 |           | Liniedijk              | 52° 6' 4" NB, 5° 26' 5" OL   | 528577 | Kazemat GLR10 voorbij Leusbroekerweg                                   |
| Kazemat R008-P Duitse Pantherstellung ten noorden van de Asschatterweg                                                  | Kazemat                   | 1944      |           | Liniedijk              | 52° 8' 12" NB, 5° 26' 49" OL | 528578 | Kazemat R008-P Duitse Pantherstellung ten noorden van de Asschatterweg |
| Kazemat R009-P Duitse Pantherstellung tussen Asschatterweg en brug                                                      | Kazemat                   | 1944      |           | Liniedijk              | 52° 8' 0" NB, 5° 26' 47" OL  | 528579 | Kazemat R009-P Duitse Pantherstellung tussen Asschatterweg en brug     |
| Kazemat R010-P Duitse Pantherstellung tussen Langesteeg en Leusbroekerweg                                               | Kazemat                   | 1944      |           | Liniedijk              | 52° 6' 53" NB, 5° 26' 25" OL | 528580 | Meer afbeeldingen                                                      |
| Kazemat R011-P Duitse Pantherstellung voorbij Leusbroekerweg                                                            | Kazemat                   | 1944      |           | Liniedijk              | 52° 5' 57" NB, 5° 26' 6" OL  | 528581 | Kazemat R011-P Duitse Pantherstellung voorbij Leusbroekerweg           |
| Asschatterkade | Open verdedigingswerk     | 1742-1745 |           | Asschatterweg          | 52° 8' 11" NB, 5° 26' 55" OL | 528583 | Meer afbeeldingen                                                      |
| Damsluis bij de Asschatterkade                                                                                          | Waterkering en -doorlaat  | 1937      |           | Asschatterweg          | 52° 8' 11" NB, 5° 26' 52" OL | 528584 | Damsluis bij de Asschatterkade                                         |
| Voorwerk aan de Asschatterkade                                                                                          | Fort, vesting en -onderdl | 1799      |           | Asschatterweg          | 52° 7' 49" NB, 5° 27' 47" OL | 528585 | Voorwerk aan de Asschatterkade                                         |
| Betonnen tankversperring op de Asschatterkade                                                                           | Versperring               | 1939-1940 |           | Henegouwselaan         | 52° 8' 10" NB, 5° 26' 57" OL | 528586 | Betonnen tankversperring op de Asschatterkade                          |
| Kazemat GL040 Asschatterkade                                                                                            | Kazemat                   | 1939-1940 |           | Henegouwselaan         | 52° 8' 8" NB, 5° 27' 9" OL   | 528587 | Kazemat GL040 Asschatterkade                                           |
| Kazemat GL041 Asschatterkade                                                                                            | Kazemat                   | 1939-1940 |           | Henegouwselaan         | 52° 8' 7" NB, 5° 27' 13" OL  | 528588 | Kazemat GL041 Asschatterkade                                           |
| Kazemat GL042 Asschatterkade                                                                                            | Kazemat                   | 1939-1940 |           | Henegouwselaan         | 52° 8' 7" NB, 5° 27' 16" OL  | 528589 | Kazemat GL042 Asschatterkade                                           |
| Kazemat GL043 Asschatterkade                                                                                            | Kazemat                   | 1939-1940 |           | Henegouwselaan         | 52° 8' 5" NB, 5° 27' 25" OL  | 528590 | Kazemat GL043 Asschatterkade                                           |
| Kazemat GL044 Asschatterkade voorwerk                                                                                   | Kazemat                   | 1939-1940 |           | Asschatterweg          | 52° 7' 56" NB, 5° 27' 47" OL | 528591 | Kazemat GL044 Asschatterkade voorwerk                                  |
| Kazemat GL045 Asschatterkade voorwerk                                                                                   | Kazemat                   | 1939-1940 |           | Asschatterweg          | 52° 7' 51" NB, 5° 27' 51" OL | 528592 | Kazemat GL045 Asschatterkade voorwerk                                  |
| Kazemat GL046 Asschatterkade voorwerk                                                                                   | Kazemat                   | 1939-1940 |           | Asschatterweg          | 52° 7' 47" NB, 5° 27' 47" OL | 528593 | Kazemat GL046 Asschatterkade voorwerk                                  |
| S7 Kazemat GL047 Asschatterkade voorwerk                                                                                | Kazemat                   | 1939-1940 |           | Asschatterweg          | 52° 7' 46" NB, 5° 27' 47" OL | 528594 | S7 Kazemat GL047 Asschatterkade voorwerk                               |
| Kazemat GL048 Asschatterkade voorwerk                                                                                   | Kazemat                   | 1939-1940 |           | Asschatterweg          | 52° 7' 46" NB, 5° 27' 45" OL | 528595 | Kazemat GL048 Asschatterkade voorwerk                                  |